# Saga Norén
 (avril 2021).
La mise en forme du texte ne suit pas les recommandations de Wikipédia : il faut le « wikifier ».
Les points d'amélioration suivants sont les cas les plus fréquents. Le détail des points à revoir est peut-être précisé sur la page de discussion.
- Les titres sont pré-formatés par le logiciel. Ils ne sont ni en capitales, ni en gras.
- Le texte ne doit pas être écrit en capitales (les noms de famille non plus), ni en gras, ni en italique, ni en « petit »…
- Le gras n'est utilisé que pour surligner le titre de l'article dans l'introduction, une seule fois.
- L'italique est rarement utilisé : mots en langue étrangère, titres d'œuvres, noms de bateaux, etc.
- Les citations ne sont pas en italique mais en corps de texte normal. Elles sont entourées par des guillemets français : « et ».
- Les listes à puces sont à éviter, des paragraphes rédigés étant largement préférés. Les tableaux sont à réserver à la présentation de données structurées (résultats, etc.).
- Les appels de note de bas de page (petits chiffres en exposant, introduits par l'outil «  Source ») sont à placer entre la fin de phrase et le point final[comme ça].
- Les liens internes (vers d'autres articles de Wikipédia) sont à choisir avec parcimonie. Créez des liens vers des articles approfondissant le sujet. Les termes génériques sans rapport avec le sujet sont à éviter, ainsi que les répétitions de liens vers un même terme.
- Les liens externes sont à placer uniquement dans une section « Liens externes », à la fin de l'article. Ces liens sont à choisir avec parcimonie suivant les règles définies. Si un lien sert de source à l'article, son insertion dans le texte est à faire par les notes de bas de page.
- La présentation des références doit suivre les conventions bibliographiques. Il est recommandé d'utiliser les modèles {{Ouvrage}}, {{Chapitre}}, {{Article}}, {{Lien web}} et/ou {{Bibliographie}}. Le mode d'édition visuel peut mettre en forme automatiquement les références.
- Insérer une infobox (cadre d'informations à droite) n'est pas obligatoire pour parachever la mise en page.

Pour une aide détaillée, merci de consulter Aide:Wikification.
Si vous pensez que ces points ont été résolus, vous pouvez retirer ce bandeau et améliorer la mise en forme d'un autre article.
 (avril 2021).
- Si vous ne connaissez pas le sujet, laissez ce bandeau (vous pouvez alors contacter les auteurs).
- Si vous supprimez le contenu mis en cause (vous pouvez préalablement contacter les auteurs),

argumentez précisément cette suppression dans la page de discussion
(un manque de référence n'est pas un argument ; une recherche réelle de référence doit avoir été effectuée, être formellement documentée).
Saga Norén est un personnage fictif et le principal protagoniste de la série télévisée danoise / suédoise The Bridge (Bron / Broen). Elle est jouée par l'actrice suédoise Sofia Helin. Saga est présentée comme membre du département de police du comté de Malmö dans le premier épisode de la série. S'il est suggéré, mais jamais déclaré, qu'elle ait le syndrome d'Asperger, elle est décrite comme complètement inconsciente des normes sociales et comme étant une inspectrice de police brillante et dévouée.
Dans les deux premières saisons, elle développe une amitié improbable avec le policier danois Martin Rohde (joué par Kim Bodnia), qui est à plusieurs égards son opposé. Dans la troisième saison, elle rencontre un autre détective danois, Henrik Sabroe (joué par Thure Lindhardt), comme partenaire, qui comprend sa nature complexe et l'accepte telle qu'elle est. Lindhardt dit que « Henrik est un homme qui a tout perdu et il a besoin de quelqu'un comme elle qui ne le juge pas." ».

## Création du personnage
Saga Norén a été initialement créée pour faire face au personnage danois Martin Rohde, lui-même destiné à être l'opposé du détective masculin standard. "Kim est un homme blanc d'âge moyen, donc nous voulions le rendre un peu plus émotif, un père de famille et quelqu'un qui veut bavarder et bavarder", explique le scénariste principal Hans Rosenfeldt. «C'est un détective plus doux. Alors nous avons fait ça et nous avons pensé : à quoi allons-nous le confronter ? " Comme Rohde était considéré comme très extraverti et amical, Saga a été écrite pour être une femme complètement dépourvue de compétences sociales. «Nous savions que nous voulions une détective du côté suédois, puis nous avons eu l'idée, qu'en est-il d'une détective sans aucune compétence sociale ? Elle est brillante dans ce qu'elle fait, et tout ce qu'elle peut apprendre en lisant, elle sera excellente, mais pour tout le reste, quand il s'agit d'interagir avec les autres, elle ne peut tout simplement pas comprendre ".
Rosenfeldt a déclaré que les écrivains n'avaient pas pour intention déterminée de créer un personnage avec le syndrome d'Asperger, mais que c'est ainsi que de nombreux téléspectateurs ont interprété le personnage en raison de ses tendances émotionnellement détachées et de sa perception des problèmes dans le monde qui l'entoure. La possibilité apparaît alors dans la série, quand Henrik remarque la possibilité que Saga ait une condition quelconque tout en parlant à une vision imaginaire de sa femme disparue. «Pour moi, elle a le syndrome d'Asperger», affirme l'actrice Sofia Helin.
D'autres facettes du personnage ont évolué progressivement. C'est Charlotte Sieling, la directrice artistique, qui a conçu une grande partie du look de Saga Norén avec Sofia Helin. Cela inclut le port de pantalon en cuir et de manteau militaire vert olive et l'utilisation minimale de maquillage, 
La Porsche vintage "Jäger Grön / Hunter Green" de Saga Norén, déterminée par de nombreux fans comme étant une Porsche 911 S de 1977, a été achetée en privé par Elisabeth von Koch, responsable des accessoires de la série, mais a ensuite été vendue à la société de production. L'origine dans l'histoire de la voiture n'a été révélée que très tardivement dans la série ; c'est au cours de la saison 4 que  Saga dit qu'elle a gagné la voiture à la suite d'un pari avec un ancien camarade d'école, qui avait parié qu'elle ne pourrait pas obtenir son diplôme de l'académie de police. Ce dernier est désormais commissaire de police à Stockholm.

## Traits de caractère
L'idée originale pour Saga Norén était celle d'une femme sans aucune compétence sociale. Ainsi, dès le premier épisode, elle est définie par sa franchise, disant presque toujours la vérité même si cela risque de blesser ou d'offenser ceux avec qui elle interagit. Bien qu'elle soit souvent considérée comme insensible ou impolie envers les personnages qui l'entourent pour cette raison, cela est montré comme non intentionnel. Elle aborde tout directement et logiquement, et oublie souvent que son comportement brutal offense parfois les autres, tandis que son apparente incapacité à faire preuve d'empathie avec les gens qui l'entourent la rend quelque peu inadaptée à interroger les parents récemment endeuillés des victimes, mais elle essaie de changer ces apparences quand cela lui est expliqué. Son patron, Hans Petterson - et plus tard Martin - la conseille dans les scénarios sociaux. Elle a des émotions et se soucie de ses proches, comme Martin ou Hans, mais les exprime différemment. Elle sourit rarement et marche avec une démarche raide.
Les autres traits caractéristiques de Saga Norén sont un strict respect des règles, dans son cas le code de conduite des officiers de police, et un grand dévouement pour son travail et pour tout ce qui l'entoure. Le premier épisode de la série souligne qu'elle dispose de connaissances de base en médecine légale, examinant personnellement une victime de meurtre et identifiant correctement la cause du décès. Sa forte croyance dans le respect des règles est également présentée tout de suite dans la série, lorsqu'elle dépose un rapport contre Martin pour avoir laissé passer une ambulance sur une scène de crime. Cela devient une source de conflit entre les deux personnages, car il est plus disposé à contourner les règles de temps en temps. Au fil de la saison, un élément clé du développement du personnage de Saga est d'apprendre à être plus flexible et dans la saison suivante, elle enfreint certaines règles de sa propre initiative.
Elle n'aime pas le contact physique et se raidit visiblement chaque fois que quelqu'un lui montre de l'affection physique ou la touche simplement. Contrairement à d'autres traits de caractère, cela n'est exploré en détail que plus tard dans la série et de manière assez approfondie tout au long de la troisième saison lorsque plusieurs personnages tentent de lui mettre un bras autour des épaules ou de l'embrasser. Saga est plus susceptible d'être à l'aise avec les personnes en qui elle a une grande confiance, comme son patron Hans Petterson (à qui elle permet de la serrer dans ses bras à condition qu'il le demande d'abord) et son partenaire Henrik Sabroe, mais quand elle est entourée de quelqu'un qu'elle considère comme un « étranger », ou quelqu'un qu'elle perçoit comme une menace, elle s'éloigne visiblement d'eux, notamment lors de ses rencontres avec sa mère Louise.

### Relations
Quand elle est présentée pour la première fois, Saga n'a presque pas de vie personnelle ; son temps libre est en grande partie passé seule ; on la voit en train de lire un livre dans son appartement dans le deuxième épisode, et plusieurs autres épisodes font référence à des livres qu'elle a lus. Elle utilise partiellement des livres pour essayer de mieux comprendre les conventions sociales, souvent sans succès. En raison du dévouement de Saga pour le travail de police, elle n'a pas beaucoup de relations hors du travail, préférant les rencontres d'un soir comme Anton de la première saison puis Henrik dans la troisième saison. Il est révélé plus tard dans la première saison qu'elle a toujours vécu seule, sauf pendant une période où elle a vécu avec sa petite sœur. Dans la deuxième saison, elle développe une relation avec un homme nommé Jakob, qui emménage avec elle. Cependant, sa difficulté à partager son espace et son manque d'expérience dans les relations s'avèrent une contrainte, et il finit par rompre avec elle à la fin de la deuxième saison. Au lieu de cela, ses relations les plus proches sont platoniques ; son patron sympathique et solidaire Hans Pettersson et finalement Martin Rohde, que Saga appelle son seul ami à la fin de la saison 2. L'amitié entre Saga et Martin, malgré leurs personnalités très différentes, est un point central des deux premières saisons de la série, Martin essayant souvent d'enseigner les règles sociales à Saga pour mieux faire face aux gens qui l'entourent.
Tout au long de la troisième saison, cependant, elle développe un lien étroit avec son nouveau partenaire danois, Henrik. Bien qu'il s'agisse initialement de relations sexuelles occasionnelles, cela devient plus profond et plus émotionnel lorsqu'il commence à chercher sa compagnie afin de faire face à son insomnie et à sa solitude, et lui permet à son tour de rester chez lui, lui offrant un soutien émotionnel lorsque son patron Hans meurt, sa mère manipulatrice réapparaît et son nouveau patron se montre moins compréhensif. Henrik est montré comme ayant une compréhension intuitive de sa personnalité et beaucoup de respect pour ses limites. La quatrième et dernière saison se concentre sur la prise de conscience par Saga qu'elle tombe amoureuse d'Henrik, mais avec la question des enfants qui risquent de les diviser : tandis qu'Henrik, qui fait face à la disparition de sa femme et de ses filles, considère sa paternité comme un élément clé de son identité, Saga ne veut explicitement pas avoir d'enfants. La révélation d'une grossesse accidentelle complique la relation entre les deux.
Malgré des relations restreintes, Saga est généralement appréciée et acceptée par ses collègues, comme son équipe dans la première saison et par le légiste de Malmö, un personnage récurrent. Une sous-intrigue de la deuxième saison se concentre sur son conflit avec un nouveau collègue, Rasmus, qui ne l'aime pas, mais cela est présenté comme une exception. Certains personnages qui ont initialement du mal à travailler avec elle, comme son nouveau patron Linn dans la troisième saison, finissent par l'accepter.

## Environnement familial du personnage
On sait peu de choses sur les antécédents de Saga au début, bien que dans la deuxième saison, Martin se penche sur l'histoire de sa famille et découvre que sa sœur Jennifer s'est suicidée. Dans la troisième saison, sa mère apparaît à son appartement, lui disant que son père est mourant et souhaite la voir. Saga refuse, mais Marie-Louise insiste pour tenter de reconstruire leur relation. Elle se présente plus tard au poste de police avec des documents médicaux en main qui, après inspection par le pompier de la police, semblent absoudre Marie-Louise du blâme dans les problèmes de santé de Jennifer (le pompier déclare que bien que Jennifer soit souvent malade, il n'y a pas de preuve formelle d'abus). Saga est sceptique et continue d'insister sur le fait qu'enfants, elle et sa sœur tombaient toujours malades à cause du Syndrome de Münchhausen par procuration de sa mère. Lorsque Saga a été financièrement en mesure de vivre indépendamment de ses parents, elle les a fait emprisonner pour de fausses accusations d'agression sexuelle afin d'éloigner Jennifer d'eux. Quelque temps plus tard, alors que Jennifer avait quatorze ans, elle s'est suicidée en sautant devant un train, ce qui est exploré de manière approfondie dans la troisième saison, dans laquelle la relation de Saga avec sa mère est ravivée et devient incontrôlable, Marie-Louise se suicidant et qualifiant sa mort de meurtre, Saga étant le coupable présumé. On ne sait pas au départ si la mort de Jennifer était le résultat direct des abus de Marie-Louise ou, comme Marie-Louise le suggère, si c'est l'incapacité de Saga à se connecter émotionnellement avec l'adolescente vulnérable qui l'a finalement conduite au suicide, alors que la mort de Jennifer et la culpabilité continuent de hanter Saga. Il est finalement confirmé au cours de la dernière saison, après que les accusations de responsabilité pour la mort de sa mère contre Saga ont été écartées et que la preuve que la dépression de Jennifer provenait d'abus médicaux commis par leur mère a été apportée. Le moment de la mort de Jennifer l'a amenée à abandonner sa carrière de microbiologiste et à poursuivre à la place le rôle de policière pour compenser la mort prématurée de sa sœur, comme le suggère son thérapeute. Elle abandonne par la suite son travail avec la police et entreprend une nouvelle vie.

## Réception
Le rôle de Saga a valu à Sofia Helin une renommée considérable, tant nationale qu'internationale .